# Moda Steampunk

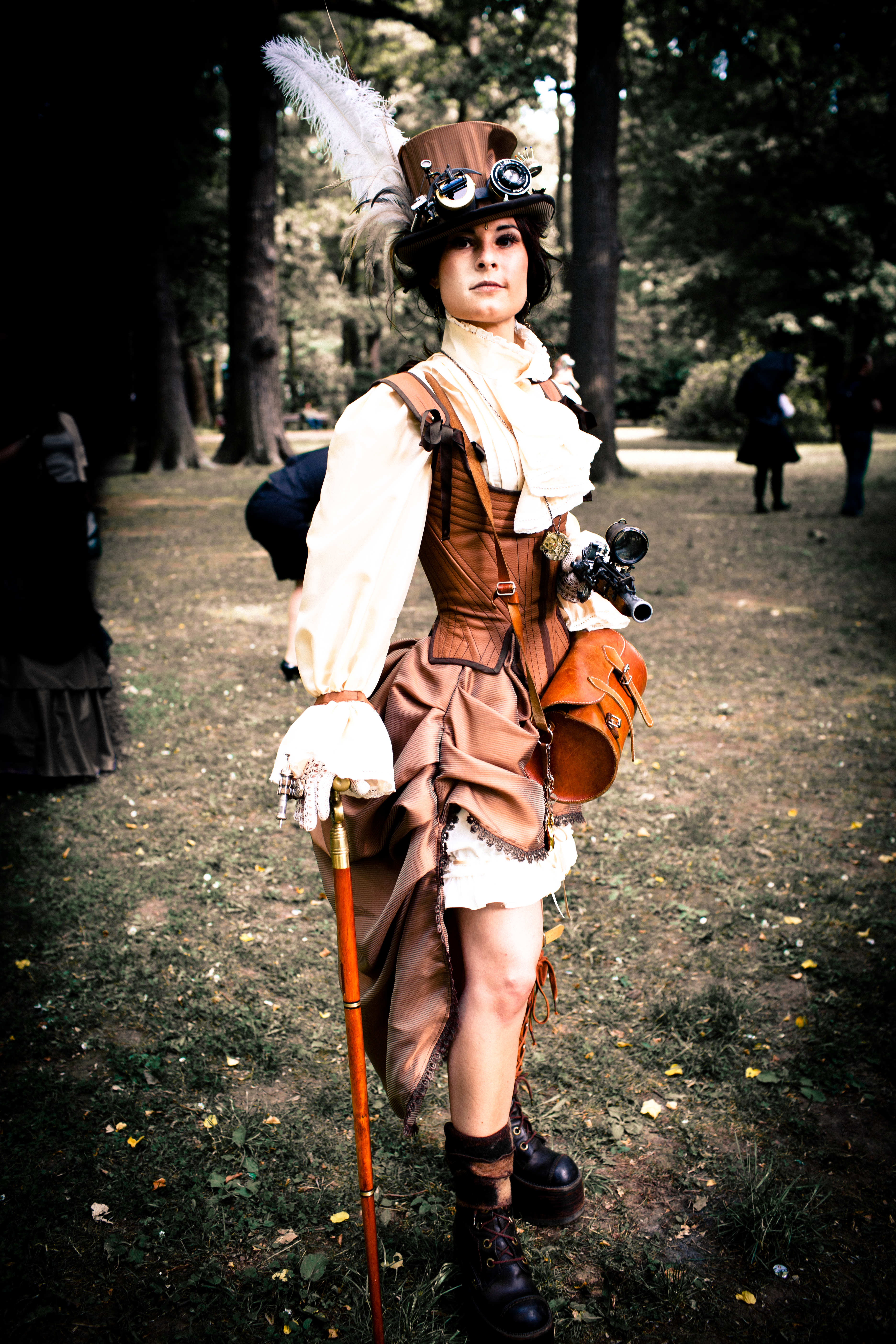
Exemplo de moda steampunk

A moda steampunk é uma manifestação estética do movimento steampunk, que por sua vez é uma vertente da ficção científica. É uma mistura da visão romântica da ciência na literatura da Era Vitoriana e elementos da Revolução Industrial que ocorreu na Europa durante o século XIX. A moda é criada com uma era pós-apocalíptica em mente. As personas steampunk fazem-se através de roupas, penteados, jóias, modificações corporais e maquilhagem.

## História
A moda steampunk é uma manifestação estética do movimento steampunk, que por sua vez é uma vertente da ficção científica. É uma mistura da visão romântica da ciência na literatura na Era Vitoriana, e do boom industrial que ocorreu na Europa nessa mesma altura. A estética é criada com uma era pós-apocalíptica em mente. Na primeira convenção steampunk, "SalonCon", em 2006, entusiastas de steampunk disfarçaram-se de forma a refletir a Era Vitoriana. Os trajes incluíam roupas, penteados, jóias, modificações corporais e maquilhagem. Mais tarde, os trajes passaram a incluir gadgets e apetrechos mecânicos.
Inicialmente, as roupas, como os corpetes, casacos e vestidos eram feitos pelos próprios entusiastas, artesanalmente. A prática mantém-se até aos dias de hoje - mas com o crescimento do movimento steampunk, surgiu um novo mercado de roupa steampunk produzida em massa, vendida tanto em lojas de nicho como online.
Desde o surgimento do género até aos dias de hoje, a estética da moda steampunk permaneceu constante - ainda que novas ideias na literatura e avanços na ciência e tecnologia tenham resultado em mudanças subtis.
Durante os anos 80 e 90, a moda steampunk cresceu a par e par com os movimentos e moda gótico e punk. O Cyberpunk o e dieselpunk, como variantes literárias e sociais do steampunk, também tiveram manifestações estéticas e na área da moda.

## Estilos

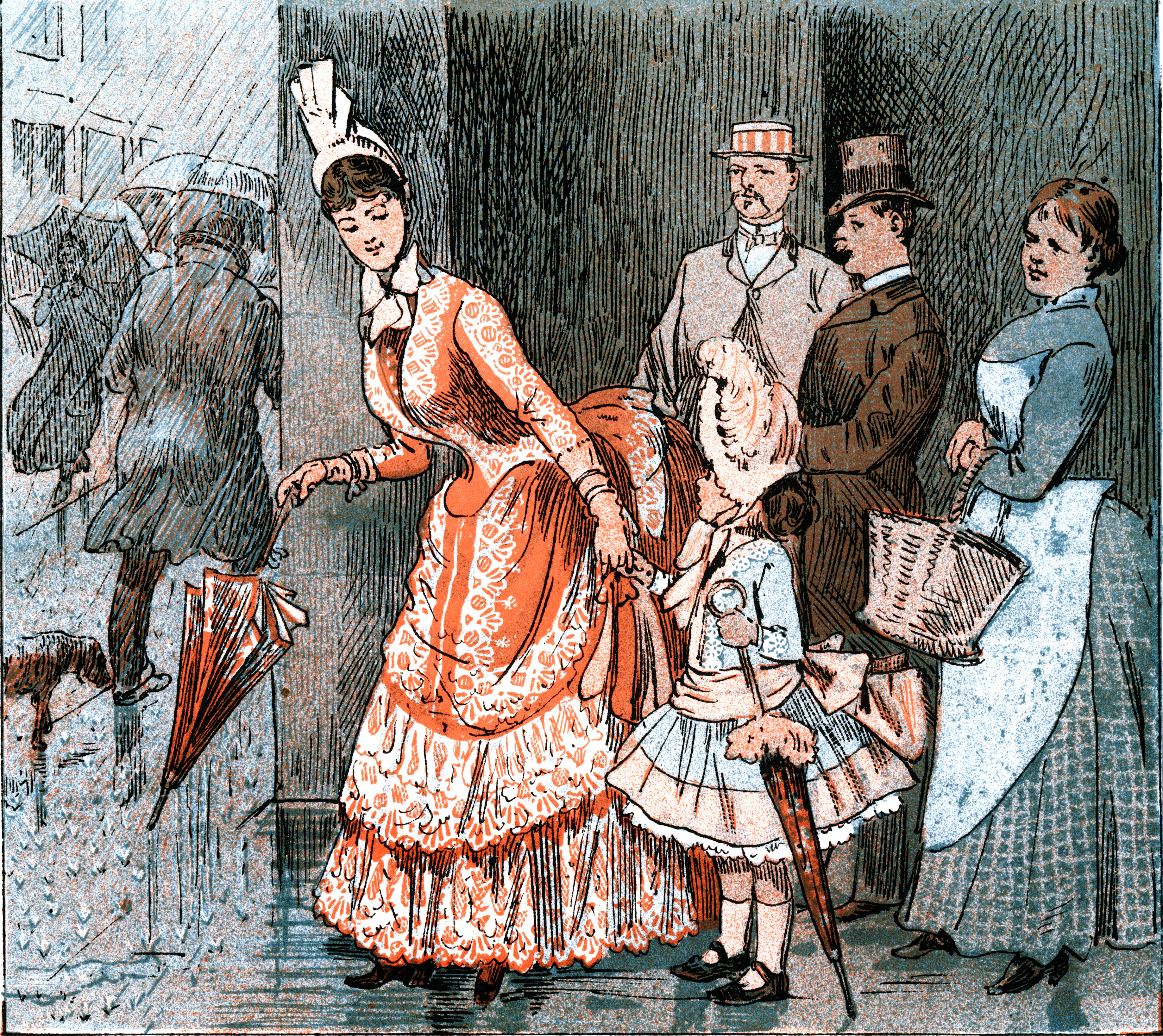
Moda de 1887.

A moda Steampunk é uma mistura de tendências de moda de diferentes períodos históricos. Roupas steampunk mimicam ou vão buscar inspiração de personagens do século XIX: exploradores, soldados, senhores e condessas, ao punk, moda de rua contemporânea, burlesco e gótico.
Para as mulheres do séc. XIX, a moda costumava ser dominada por longos vestidos esvoaçantes e corpetes reais - corpetes que se estendiam para baixo das ancas, em oposição aos corpetes do início dos anos de 1860, que acabavam na cintura. Nessa altura, apareceu também a blusa Garibaldi, assim como novos estilos. Durante o início da década de 1860, os aros das saias também assumiam uma forma elíptica, causada pela adição da crinolina, com costas muito mais cheias e uma silhueta frontal mais estreita. As saias cónicas que se seguiram também inspiraram a moda steampunk. No início do século XX, popularizaram-se as saias à boca de sino.
Na moda steampunk, os espartilhos são mais uma parte central do traje do que uma roupa interior - tornaram-se quase sinónimos do género.
Também os óculos de latão se tornaram parte distintiva da moda steampunk. Itens de latão também são uma espécie de acessório steampunk padrão oficial. Óculos de proteção com padrões intrincados em armações grandes e redondas são os mais usados. Chapéus de moda steampunk podem incluir chapéus de coco, capacetes e bandanas de piratas. O headgear na moda steampunk também é inspirado em estilos de moda da era vitoriana. Entre eles, o chapéu de caça com que Sherlock Holmes, personagem notável dos romances de Arthur Conan Doyle, foi retratado usando nas ilustrações de Sidney Paget.

## Inspiração na literatura
Obras de escritores do final do século XIX, como as de Robert Louis Stevenson, GK Chesterton e Sir Arthur Conan Doyle estão entre as mais influentes na moda steampunk. Essas obras tentaram domesticar a Londres de Charles Dickens e dos seus romances industriais. Os críticos de ficção científica John Clute e Peter Nicholls notaram que o steampunk também é inspirado por um "quê de nostalgia".
No entanto, a literatura moderna steampunk, que começou apenas na década de 1980, também influenciou a moda steampunk durante os anos 2010. Aos escritores steampunk dessa altura é atribuída a criação de contos de fantasia criados em culturas com estilo inspirado no Vitoriano, com histórias que incluem cenas de ação vertiginosas e elaboradas expedições barrocas.

## Na cultura popular
Em 2005, Kate Lambert, conhecida profissionalmente como "Kato", fundou a primeira empresa de roupas steampunk, "Steampunk Couture", que misturava influências vitorianas, pós-apocalípticas e tribais, bem como sci-fi, shabby chic e elementos Harajuku/Mori. Já em 2010, linhas de haute couture como Prada, Dolce & Gabbana, Versace, Chanel e Christian Dior começaram a introduzir estilos de inspiração steampunk e neo-vitoriana nas passarelas.
No episódio 7 do reality show Project Runway Under the Gunn da Lifetime, os concorrentes foram desafiados a criar looks "steampunk chic" de vanguarda. Máscaras Steampunk feitas pelo estúdio de design ucraniano Bob Basset, nomeadas por William Gibson como "Provavelmente o melhor objeto steampunk que já vi", foram usadas por pelos músicos Sid Wilson de Slipknot e Zac Baird de Korn.

## Tendências

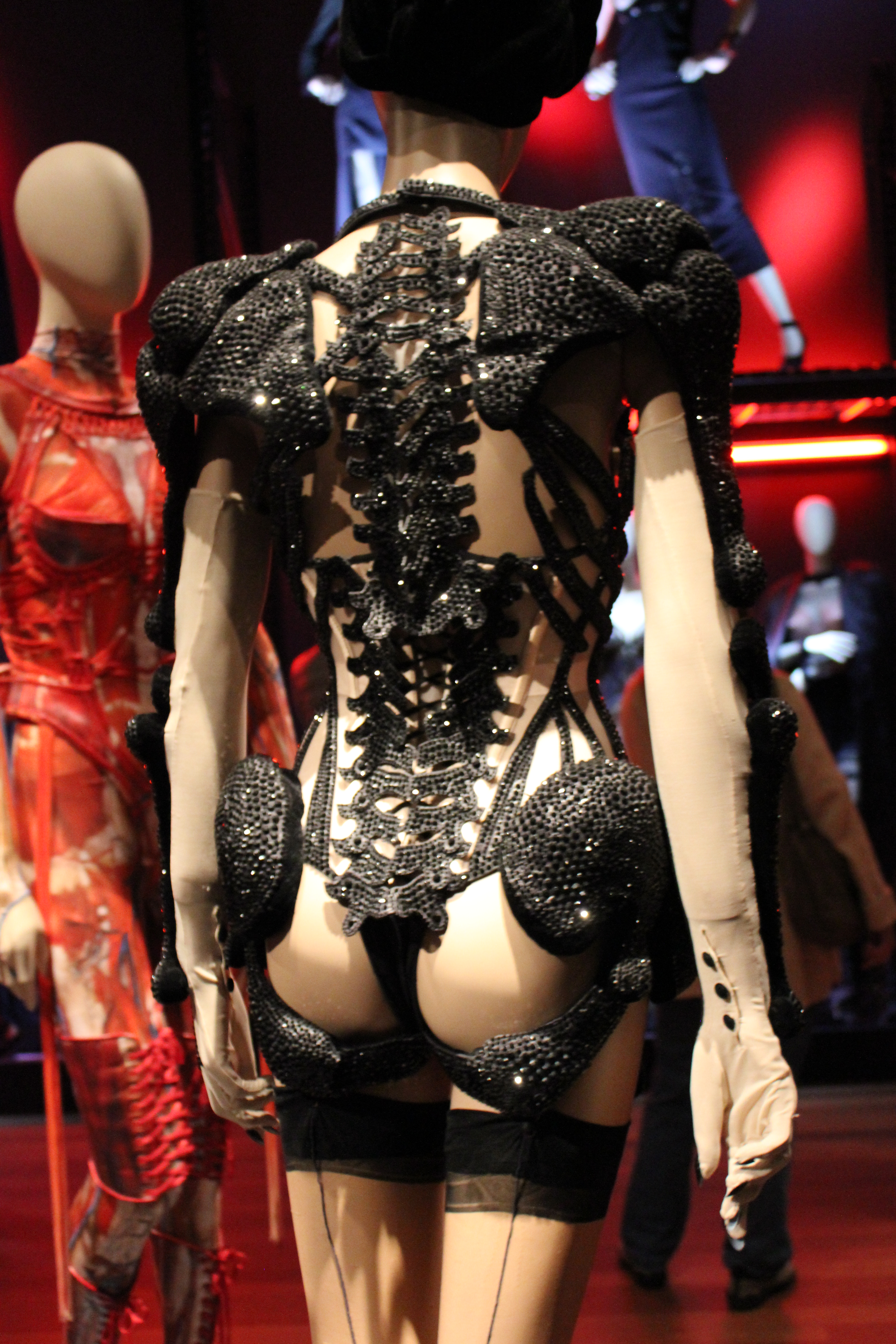
Espartilho por Jean Paul Gaultier

A moda steampunk evoluiu para uma cultura de vestir imaginativa, inspirada na estética do passado. Os críticos modernos de moda têm procurado ativamente desconstruir o steampunk como termo e como filosofia no contexto da moda. As tendências modernas da moda steampunk são agrupadas em recreacionistas históricos e cosplayers de ficção científica. Desde a primeira convenção de steampunk em 2006, SalonCon, houve uma série de convenções semelhantes onde os entusiastas se vestem como personagens da cultura steampunk. Roupas de steampunk modernas são baseadas mais em couro e metal, em oposição ao algodão ou tecidos naturais. Mais recentemente, o steampunk também esteve ligado à comunidade não-binária e ao paganismo moderno.